# ノリミツ・オオニシ
ノリミツ・オオニシ（Norimitsu Onishi, 日本名：大西 哲光）は、日系カナダ人のジャーナリスト。ニューヨーク・タイムズ記者。

## 経歴
千葉県市川市生まれ。4歳のときに両親と共にカナダに移住している。その後モントリオールなどで生活し、現在はカナダ国籍を取得しており、日本語、英語、フランス語を流暢に話す。カナダ・ケベック州のマリアノポリス・カレッジを1988年に卒業、米プリンストン大学では学生新聞編集長を務め、1992年同大を卒業しBachelor of Arts（政治学士）取得。
デトロイト・フリー・プレスに入社し自動車産業をレポート。1993年からニューヨーク・タイムズ (NYT) に入社、1998年から西アフリカのコートジボワールに西アフリカ支局長として赴任し、ナイジェリアの民政移管やシエラレオネの内戦、アメリカ同時多発テロ事件後のアフガニスタンなどを取材した。2003年にハワード・フレンチの後任として同紙東京支局長に就任。2009年2月からはNYT東京支局長をマーティン・ファクラーと交代し、インドネシアのジャカルタを拠点に同紙東南アジア支局長を務め、2012年4月からサンフランシスコ支局長。2014年5月から南アフリカのアパルトヘイト関連の現地情報の報道を開始、8月からはリベリアに移り2014年の西アフリカエボラ出血熱流行についての情勢を報道している。10月にはリベリアからベルギー、イギリスを経て、日本に入国したところで発熱が見られたためエボラ出血熱感染が疑われたが、検査結果は陰性だった（#日本国内初のエボラ出血熱感染者の疑い参照）。

### 日本国内初のエボラ出血熱感染者の疑い
2014年10月27日、オオニシは西アフリカのリベリアでの取材の後に羽田空港で発熱の症状を発したことにより、エボラ出血熱に感染した疑いがあるため、国立国際医療研究センターに搬送された。エボラ出血熱の国内初感染の疑いと報道されたが、検査の結果、エボラ出血熱のウイルスは検出されなかった。リベリア国内では病院に行ったり、患者と接触したりしたことはなかったと話していた。

## 評価
ニューヨーク・タイムズ外信部長のスーザン・チラはオオニシのジャカルタ異動に際し、桜の花咲く国というイメージの日本社会で進行する政治の流動化や、少子高齢化問題、北朝鮮の密輸業者や裁判に関する痛ましい報告、東南アジアから韓国の農家に嫁ぐ花嫁たちの希望といった記事を取り上げ、ノリ（オオニシのニックネーム）の日韓に関する報道視点はとても独創的だと評した。一方、主に日本の戦争責任を巡る記事は、韓国や中国の視点のみに立った、恣意的に反日感情や日本人への差別を煽っていると指摘されている。
同じくニューヨーク・タイムズでの元同僚のジル・エイブラムソンはオオニシを「日本のあらゆる側面を取材している」「すばらしい日本報道」を行う記者だと評価した。

## 論争
2010年2月7日、フィリピンのカラオケでの「マイ・ウェイ殺人」について報道、電子メールで最も多く転送された記事（Most E-Mailed Articles）の1位を獲得した。一方、エリック・オルターマンニューヨーク市立大学教授などからは記事の正確性などについて疑問が投げかけられた。
2010年3月14日、フィリピンのコラソン・アキノ元大統領の一族が経営し2004年に虐殺のあったアシェンダ・ルイシタの農地改革に関して、当時大統領候補だったベニグノ・アキノ3世の甥にも当たるコファンコ一族の一人が農地割譲の否定やプランテーション型経営の継続を発言したと報道。これに対し農地割譲を公約とするアキノ3世候補は「甥の発言が誤解されている」と否定、一方、NYT側はコファンコ側の許可があればインタビューの録音を公開するとした。